# Калікасас
Калікасас (ісп. Calicasas) — муніципалітет в Іспанії, у складі автономної спільноти Андалусія, у провінції Гранада. Населення — 645 осіб (2021).
Муніципалітет розташований на відстані близько 350 км на південь від Мадрида, 11 км на північ від Гранади.

## Демографія
Динаміка населення (INE ):

## Галерея зображень

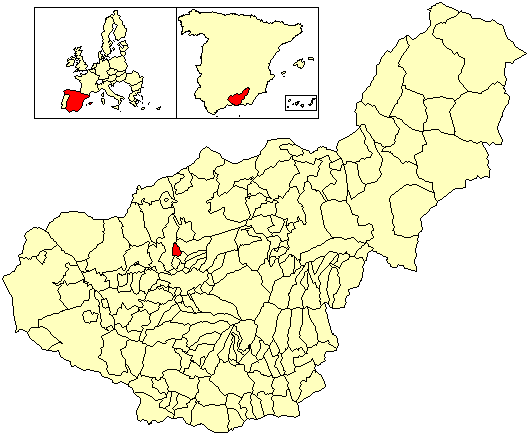
Розташування муніципалітету Калікасас у провінції Гранада